# Massagefåtölj

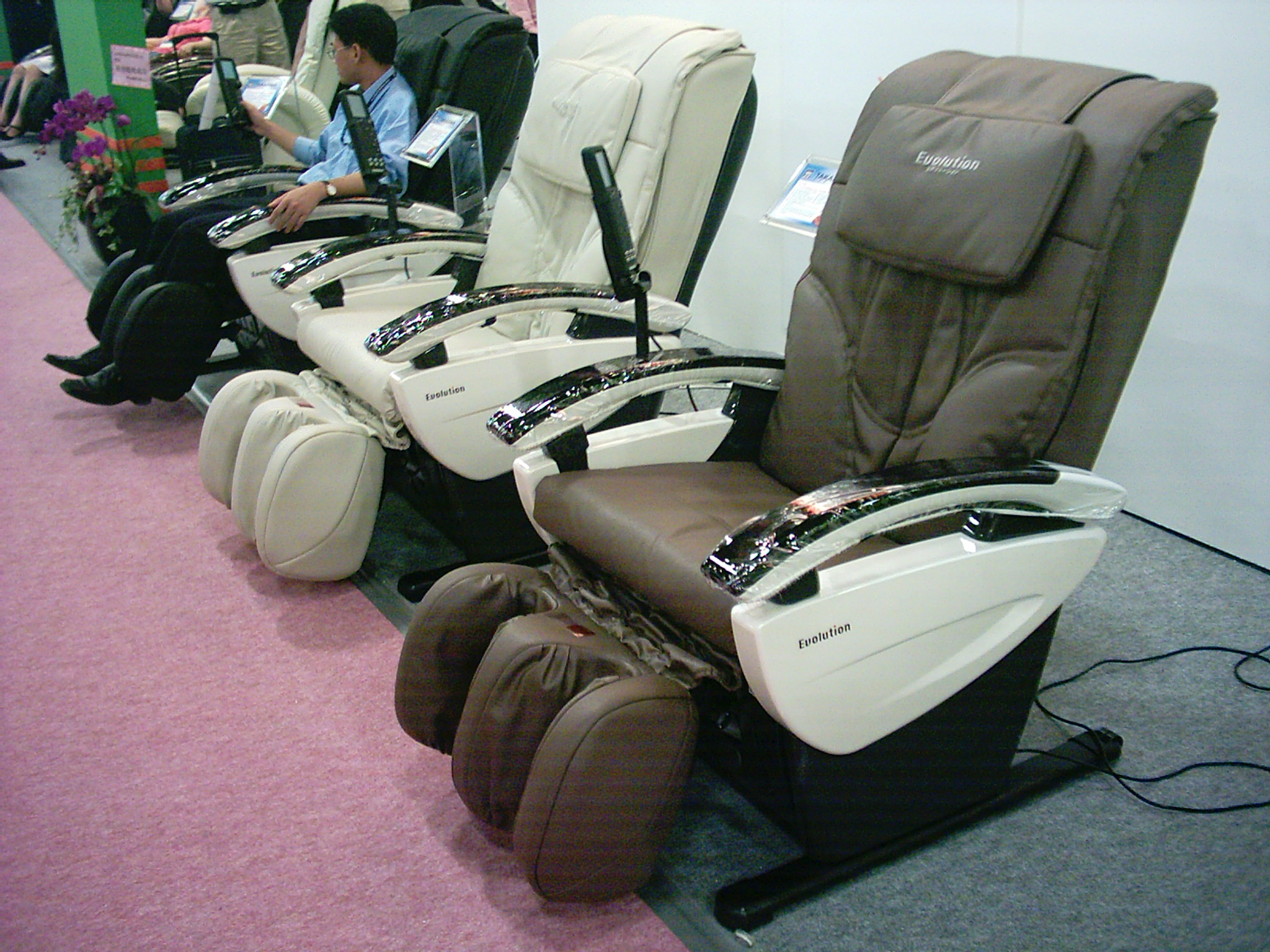
Mekaniska massagefåtöljer

En massagefåtölj eller massagestol är en sittmöbel som är utformad för att användas i massage. De finns i två huvudsakliga varianter, traditionella och mekaniska.

## Traditionella massagefåtöljer/-stolar
Massagestol är en ergonomiskt utformad stol för att sätta en person som kommer att få massage, den har en funktion som liknar ett massagebord. Stolarna kan vara antingen stationära eller bärbara modeller. Olika stolar har olika funktioner, och många är justerbara till kundernas önskemål och storlekar. 
Massagefåtölj' är en stol som gör det lättare för terapeuter att manövrera än massagebänkar och klienter behöver inte klä av sig för att få massage i en stol. 

## Mekaniska massagefåtöljer
Mekaniska massagefåtölj är en robotliknande massagestol som innehåller interna elmotorer och redskap för att massera den person som sitter i den. De flesta mekaniska massagefåtöljer har någon form av regulator att variera typ, läge, intensitet eller massage. 
Masserarstolar är stolar som liknar vilstolar. Det finns många olika typer och märken, inklusive Office-stil stolar som går på batterier inuti varan. Ett billigare alternativ är en separat massagedyna som kan användas på en befintlig stol. Några populära märken runt om i världen är Family Inada, Omega, Kyokei, Human Touch, Sanyo, Panasonic, SHSS, Osim, OTO, VGO, Ogawa. 
Masserande stolar är stolar som varierar mycket i pris, stil och intensitet, från billiga "vibrerar bara" stolar till full intensitet Shiatsu modeller för personer som behöver så nära en verkligt uppfriskande massage som möjligt.

## Hur fungerar mekaniska massagefåtöljer
De flesta massagefåtöljer använder en kombination av motorer, kugghjul, skummrullar och vibrerande motorer. De mest simplaste massagefåtöljerna använder en rad små vibrerande kugghjul. För att skapa dessa vibrationer används ett viktat kugghjul. Vikten är inte centrerad, vilket skulle göra kugghjulet obalanserat. När elmotorn roterar kugghjulen snabbt skapas en vibration. En massgefåtölj behöver flera av dessa anordningar för att generera de vibrationer som behövs för att täcka stora ytor.